# Одерен
Одерен (фр. Oderen) — коммуна на северо-востоке Франции в регионе Гранд-Эст (бывший Эльзас — Шампань — Арденны — Лотарингия), департамент Верхний Рейн, округ Тан — Гебвиллер, кантон Серне. До марта 2015 года коммуна административно входила в состав упразднённого кантона Сент-Амарен (округ Тан).
Площадь коммуны — 19,12 км², население — 1319 человек (2006) с тенденцией к стабилизации: 1299 человек (2012), плотность населения — 67,9 чел/км².

## Население
Численность населения коммуны в 2011 году составляла 1303 человека, а в 2012 году — 1299 человек.
| 1962 | 1968 | 1975 | 1982 | 1990 | 1999 | 2006 | 2008 | 2011 | 2012 |
| ---- | ---- | ---- | ---- | ---- | ---- | ---- | ---- | ---- | ---- |
| 1326 | 1254 | 1241 | 1331 | 1340 | 1318 | 1319 | 1321 | 1303 | 1299 |

Динамика населения:

## Экономика
В 2010 году из 750 человек трудоспособного возраста (от 15 до 64 лет) 538 были экономически активными, 212 — неактивными (показатель активности 71,7 %, в 1999 году — 71,0 %). Из 538 активных трудоспособных жителей работали 468 человек (248 мужчин и 220 женщин), 70 числились безработными (41 мужчина и 29 женщин). Среди 212 трудоспособных неактивных граждан 52 были учениками либо студентами, 94 — пенсионерами, а ещё 66 — были неактивны в силу других причин.
На протяжении 2011 года в коммуне числилось 518 облагаемых налогом домохозяйств, в которых проживало 1181,5 человек. При этом медиана доходов составила 18754 евро на одного налогоплательщика.

## Достопримечательности (фотогалерея)

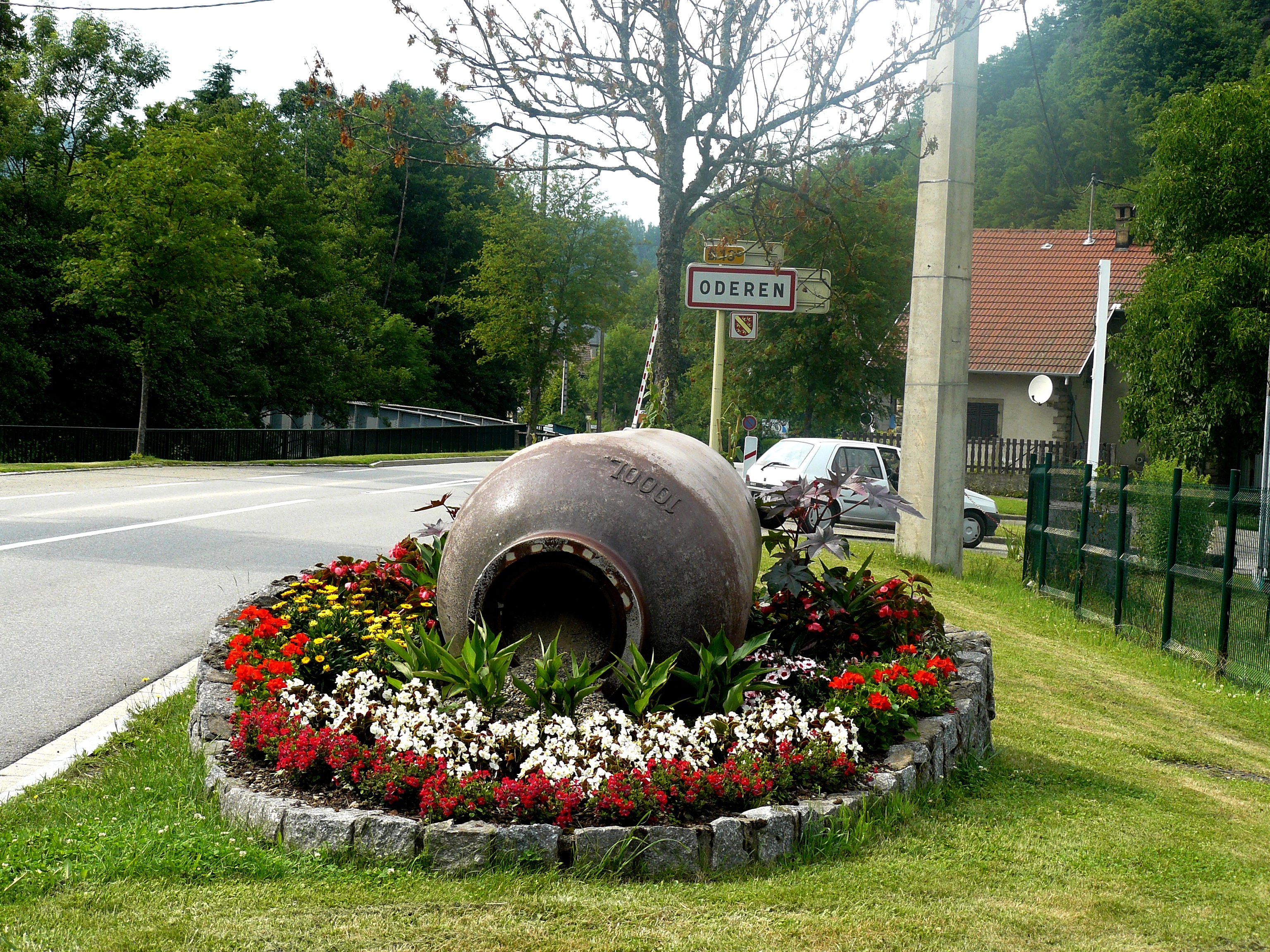
На въезде
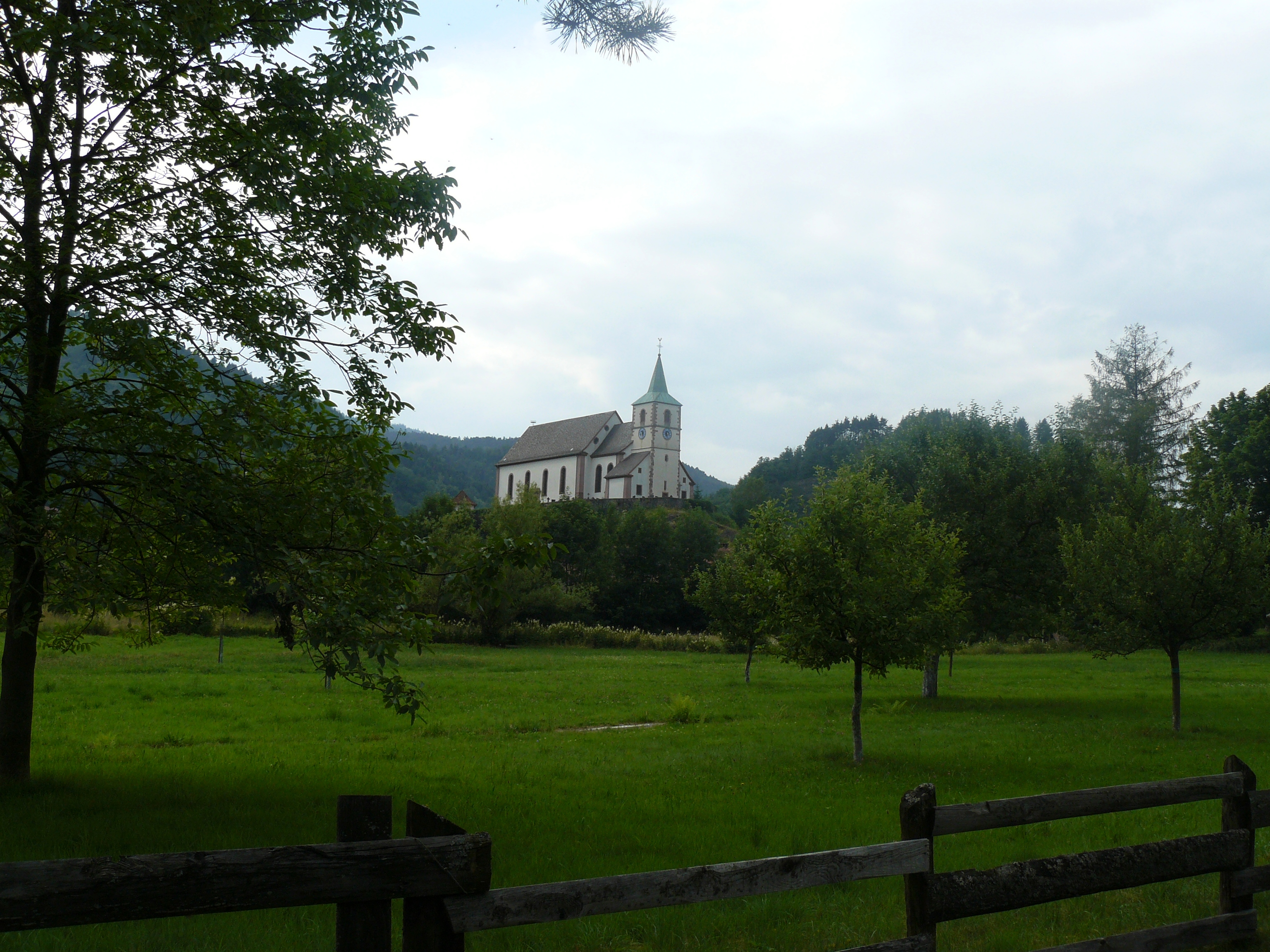
Церковь
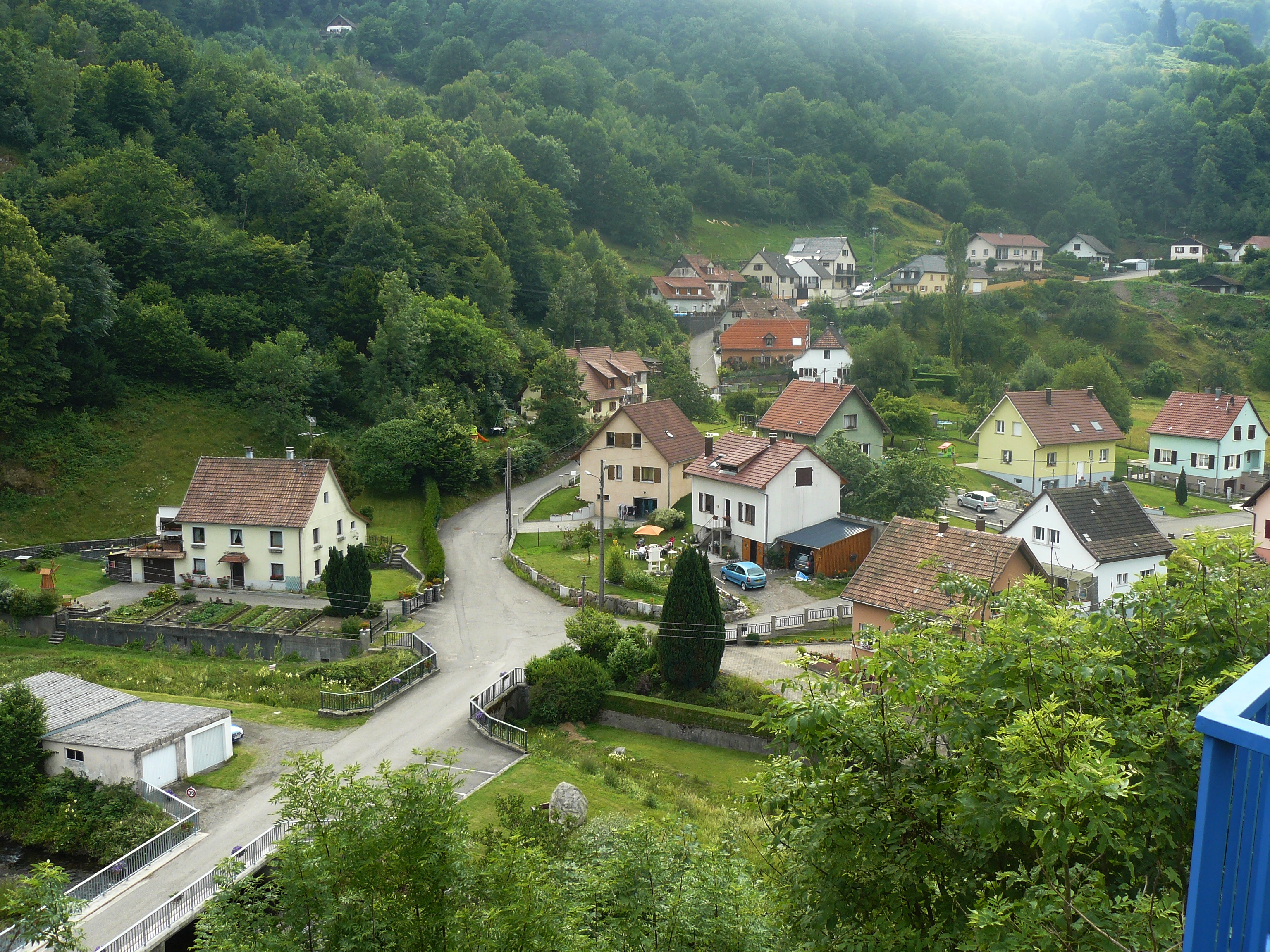
Улицы
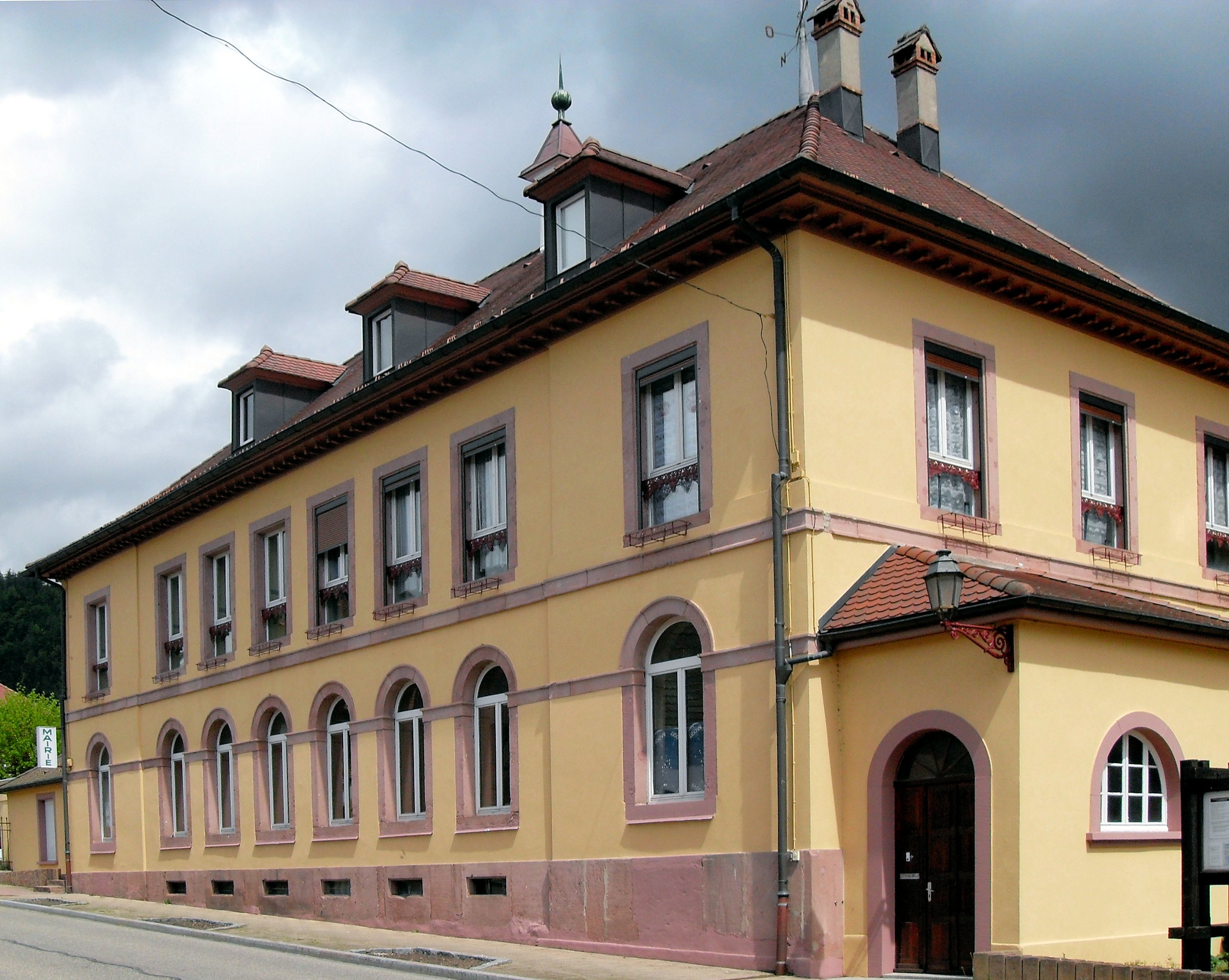
Здание мэрии